# Løvsav
En Løvsav eller Løvsavbue er en buesav, i princippet en kontursav, bestående af en temmelig dyb bue i den ene ende forsynet med en tynd savklinge og et lodret stående håndtag. Løvsav bruges især i forbindelse med husflids- og sløjdarbejde eller til mindre intarsiaarbejde i stedet for dekupørsav.
Sammenlign fx Stiksav.

## Ekstern Henvisning
- Træsmedens Håndværktøj Arkiveret 16. september 2008 hos  Wayback Machine